# Urban Wahlstedt
Sven Axel Urban Wahlstedt, född 21 september 1936, död 1 april 2025 i Rönninge, Stockholms län, var en svensk scenograf och dockspelare. Han var skådespelare i Mumindalen och dockhanterare i Beppes godnattstund. Han var också en framstående amatörentomolog och publicerade bland annat alternativa bestämningsnycklar till getingar.